# Solar System Research
Solar System Research is een internationaal, aan collegiale toetsing onderworpen wetenschappelijk tijdschrift op het gebied van de astronomie. De naam wordt in literatuurverwijzingen meestal afgekort tot Sol. Syst. Res.
Het wordt uitgegeven door Springer Science+Business Media.